# サイゾー
株式会社サイゾーは、デジタルメディア事業や出版事業を行う企業である。本稿では株式会社サイゾーと株式会社サイゾーから出版されている月刊誌『サイゾー』（才蔵、Cyzo）の両方について述べる。

## 概要
雑誌「サイゾー」は、準備号1号を経て、1999年6月号に創刊した。創刊準備号から2007年12月号までは株式会社インフォバーン（インフォバーンが営業機能を有するまでは電波実験社が販売を請けていた）、2008年1月号以降は株式会社サイゾーから刊行されている。２022年3月号で月刊での刊行を終了し、2022年4・5月号（2023年4月18日発売）から隔月刊化、2023年8月号（2023年6月19日発売）より季刊誌化した。
株式会社サイゾーは、初代編集長の小林弘人の知人で『WIRED日本語版』で連載をしていた苫米地英人が、株式会社インフォバーンの出版部門を買取って、編集担当だった揖斐憲（）を代表として事業開始した。
ウェブサイトを用いた関連メディアの展開にも積極的で、「サイゾーpremium」「日刊サイゾー」「サイゾーウーマン」「メンズサイゾー」などがある。

## 雑誌『サイゾー』 主な連載
町山智浩の「映画でわかるアメリカがわかる」
映画評論家・町山智浩が、アメリカを舞台した最新映画を紹介しつつ、同国の光と影を考察する人気連載。
萱野稔人の「“超”現代哲学講座」
哲学者・萱野稔人が、時事的事象を軸に実践的な哲学の教養をレクチャーしてくれる。
花くまゆうさくの「カストリ漫報」
漫画家・花くまゆうさくによる雑誌創刊時から続く長寿連載。話題のニュースをシニカルな視点でストーリー化。

## 月刊『サイゾー』 以前の主な連載
爆笑問題の日本原論
爆笑問題が時事問題をネタにトークする。創刊準備号から続いた長寿連載。『WiLL』（ワック・マガジンズ）へ移籍。
山形道場
山形浩生が世の中のことに活を入れる。連載終了。
M2
宮台真司と宮崎哲弥の対談。連載終了。
サイゾー世相歌壇
清水泰が作る世相を交えた替え歌を紹介。連載終了を記念して都内某所カラオケ店にて本人によるリサイタルが行われる。連載終了。
サブ・カルチャー最終審判
宇野常寛と更科修一郎の対談。連載終了。
辛酸なめ子の女・一人修行
辛酸なめ子による、女としてのレベルを上げる特訓レポート。
勝手に会社案内
うさんくさい企業の紹介記事を勝手に作る。連載終了。
SKE48の「大人のための二次元講座」
SKE48内のユニット「二次元同好会」のメンバーがお気に入りのアニメやマンガをコスプレをしながら紹介。連載終了。
荻上チキの「新世代リノベーション作戦会議」
評論家・荻上チキが、20〜30代の若手論客を迎え、次世代ニッポンの改善策を提言していく対談企画。連載終了。
宇野常寛の「批評のブルーオーシャン」
評論家・宇野常寛によるメディア、カルチャー批評。連載終了。
佐々木俊尚の「ITインサイドレポート」
ITジャーナリスト・佐々木俊尚が、最新のITニュースを独自の批評眼を交えながらレポート。連載終了。

## サイゾーウーマン 主な連載
週刊ヒトコト斬り
コラムニスト・今井舞が、話題になったアノ人やアノニュースをズバッと一言で斬る。
仁科友里の「女のための有名人深読み週報」
元極妻・芳子姐さんのつぶやき
神林広恵「女性週刊誌ぶった斬り」
叶井俊太郎「子育てブログ」
角川慶子「保育園作りました」
知られざる女子刑務所ライフ
中野瑠美が語る女子刑務所の実態レポ。
ルポ「別れた夫にわが子を会わせる？」
テレビの疑問法律相談所
プウ美ねえさんのエプロンメモ
彼女が婚外恋愛に走った理由
神林広恵「悪女の履歴書」
そうだソルティー京都、いこう

## サイゾーウーマン 以前の主な連載
安彦麻理絵「ブスと女と人生と」
合コン四季報
だから企業に聞いてみた
ブルボンヌ「女優女優女優！」
脱・恋愛オンチ
ご長寿番組潜入記
平成ろくでなしブルース
探偵は見た！
オンナの独り遊び
この家電、ホントに使える？
安彦麻理絵×田房永子「オンナの絵日記」
タレント本という名の経典
ちかこ「四十路女の姪子育て」
ふろくわんだぁ～らんど☆
介護をめぐる親子・家族模様
少年アヤ「イケメン紀行」
オシャレな女に憧れて
オネエ目線の女子アスリート名鑑
暴露の花園♪
田房、子役オーディションへ行く
妄想ドラマスクール
五月女ケイ子の映画批評
Hage田ゲス子「渡る世間は鬼女ばかり」
芸能人夫婦百景
さざ波ニュース
働く男図鑑
深澤真紀の「うまないうーまん」
夫の不倫相手を訴えた！　実録「慰謝料請求裁判」体験記
おおしまりえの婚活スポットリアル調査

## 誤報
- 2006年4月号において「ジャニーズはVIP待遇！？オリコンとジャニーズの蜜月関係」と題する記事を掲載したが、「オリコンはジャニーズに甘くチャートを操作している」という編集部の編集意図に沿うように、ジャーナリストが答えた内容や掲載ページそのものを改竄していた（詳細はオリコン・烏賀陽裁判を参照）。
- 2009年3月15日、「コブクロが金銭トラブルで解散危機」というニュースを発表したが、そのような事実は一切なかった。なお、3月17日には謝罪・訂正の記事を掲載している[6]。
- 2012年12月にペニーオークションサイト「ワールドオークション」が詐欺罪で摘発された際、同社から依頼を受けステルスマーケティングを行っていた芸能人を非難する記事を掲載したが、サイゾー自身もPR記事としてペニーオークションを薦めていた。[7]同様に出資広告を行っていたウェブメディアは謝罪、説明等を行ったがサイゾーは一切の説明を行わず、その後もステルスマーケティングを行っていた芸能人を揶揄する記事を新たに掲載している。
- 2014年5月22日、サイゾーウーマンで「都市伝説だらけの芸能人の素顔」を会話形式で記述したが、その中で叶姉妹のことを「普段はジャージ姿」と事実確認できないことを書いたため、叶姉妹から抗議を受けて謝罪した[8]。
- 2016年5月15日、日刊サイゾーで「小金沢昇司が「大麻とおぼしきもの」を取り出し、店側と“大麻所持疑惑トラブル”を起こした」というニュースを発表したが、小金沢側は「虚偽の記事で社会的評価が低下した」などとして、1,000万円の損害賠償などを求めた裁判を起こしている。第1回目の口頭弁論が同年9月27日に行われたが、サイゾー側は欠席している[9]。
- 2016年8月25日、ビジネスジャーナル（編集長・石崎肇一（はじめ）で「NHK特集、「貧困の子」がネット上に高額購入品＆札束の写真をアップ」を掲載したが、記事中の「女子高生の部屋にはエアコンらしきものがしっかりと映っている」という記述は虚偽であった。また記事中、NHK関係者のコメントが掲載されたが、実際は取材の事実はなく、回答は架空のものであった。記事内容はNHKの捏造を示唆するものだったが、実際に捏造をしていたのはサイゾーだった。記事を書いた20代男性は、契約前に取材や記事執筆の経験はなかった[10]。サイゾーはWEBサイトにて謝罪し、編集長の更迭を発表した[11]。
- 2017年7月10日、サイゾーウーマンにて「連ドラリメイク『花より男子』広瀬すず主演！」という記事が掲載され[12]、デイリーニュースオンライン（記者：阿蘭澄史）が出演するとされた女優、俳優への中傷記事を掲載した[13]。しかし、実際にその事実はなく、原作者から否定された[14]。サイゾーからの謝罪と訂正はなかった。
- 2018年1月26日、ビジネスジャーナルに「今年の日テレ『24時間テレビ』MCに嵐が決定!放送半年前に発表、異例措置の裏事情」が掲載された。メインMCが嵐のメンバー、MCにSexyZoneの佐藤勝利、スペシャルサポーターにディーン・フジオカが決定とし、1月27日放送の『嵐にしやがれ』内で発表されるという内容であったが、翌日発表されたメーンパーソナリティーはSexyZoneであった。1月26日付で謝罪記事を掲載した[15]。
- 2018年3月12日、3月14日、サイゾーウーマンに「メリー氏の側近、SMAP解散の黒幕K氏が“失踪”！『ジャニーズと決別？』と大騒動に」「メリー氏の片腕K氏、失踪のウラ側――SMAP解散をめぐる『極秘行動』との関連は？」が掲載されたが、K氏はジャニーズ関連会社で日常業務を行っている事実が判明、記事タイトルも不適切として謝罪記事を掲載した[16]。謝罪記事は2018年3月12日付。

問題の背景
2016年8月25日の件について揖斐社長は、「ネット上の書き込みを丸ごと信用してしまった」と釈明し、「記事量とチェック体制のバランスが欠けていた。コストをかけずにPVを稼ぐため、記事本数で賄おうとする無料ネットメディアの構造的問題もある」「記事を書いた20代男性は、契約前に取材や記事執筆の経験はなかった」などとネットメディア全体の問題点だとした。

## WEBメディア
公式サイト「日刊サイゾー」は、ニュースブログの形式をとっている。その他の公式サイトとしては、アダルト記事を強化した「メンズサイゾー」、芸能ニュースなどの女性向け記事に特化した「サイゾーウーマン」も個別に展開している。
また、有料サービス「サイゾーpremium」では、本誌の記事などを閲覧できる。
「リアルサウンド」は、2016年までサイゾーが運営していたが、現在は元ロッキング・オンの神谷弘一編集長が代表を務める株式会社blueprintが運営・編集している。
「噂の眞相」のデスクを勤めた神林広恵と元副編集長の川端幹人が立ち上げた企業である株式会社ロストニュースが運営・編集する「LITERA」はサイゾーが広告運用しているが、サイゾーとの資本関係は無く、記事の編集方針についてサイゾーは関与しない独立した組織として運営されている。

### 主な運営サイト
- 日刊サイゾー - 2006年8月開設
- サイゾーウーマン - 2008年10月開設
- メンズサイゾー - 2009年6月開設
- サイゾーpremium - 2009年10月開設
- グラッチェ - 2021年12月開設
- おたぽる - 2013年10月開設、2021年4月更新停止
- TOMA BETIQUE - 苫米地英人関連商品の販売サイト
- CYZO BOOK STORE - サイゾーから刊行された書籍の販売サイト

広告運用
- LITERA（リテラ）[22] - 2014年5月開設
- HEALTH PRESS（ヘルス・プレス） - 2014年11月開設
- Business Journal(ビジネスジャーナル)　 - 2012年4月開設。合同会社フラジオリムに運営移管
- GJ（Goraku Journal） - 2016年3月『Gambling Journal(ギャンブルジャーナル)』の名前で開設。合同会社フラジオリムに運営移管

#### 過去の運営サイト
- ハピズム - 2011年7月TOCANAとして開設
- CSセミナー - 2012年2月開設
- 晒蔵 - 2012年7月開設
- おたぽる＠HENTAI!! - 2013年10月開設
- サイゾーまとめ[23]
- リアルサウンド[24] - 2013年7月開設。2016年まで株式会社blueprintと共同運営
- wezzy（ウェジー） - 2013年6月開設
- messy（メッシー） - 2013年6月開設、2020年12月更新停止
- TOCANA（トカナ） - 2011年7月開設、2013年10月リニューアル。株式会社MICHIに譲渡
- ビッグ☆セレブ - 2015年4月開設
- Jトピ！ - 2018年7月開設
- ウーコミ！ - 2019年10月開設。2024年までコミックサイトとして運営。DMMグループの株式会社CLLENNに譲渡

## 道玄坂書房
株式会社サイゾーのコミック事業部。編集業務は出版業界の経験者と株式会社サイゾーが設立した合資会社ディノボックス。2020年5月以降の発売元はれんが書房新社。

### デジタルコミック誌
- Strada+

### レーベル
- MIKE＋comics - ボーイズラブコミック

#### 過去レーベル
- Lilie comics - ガールズラブコミック[27]
- somali comics - 一般書籍
- Gruppo comics - パロディアンソロジー
- ウーコミkiss!

## 東洋書店新社
東洋書店の出版事業継承した株式会社サイゾーの東洋書店事業部。発売元は垣内出版。

## 夏目書房新社
2015年3月に株式会社サイゾーのグループ企業として出版事業を開始。2017年に株式会社サイゾーと吸収合併され、サイゾー事業部の一ブランドとなる。発売元は垣内出版。

## れんが書房新社
2017年に株式会社サイゾーが買収。2020年5月以降、道玄坂書房の発売元。

## 業務提携
- 株式会社シード[30]
- リングス - サイゾーがTHE OUTSIDERのDVDを発売
- 鹿砦社 - サイゾーがWEBサイトジャニーズ研究会を制作[31]。夏目書房新社のWEB連載を書籍化。
- ユニベルシテ株式会社

## 著作権管理
- 山川純一

## 書籍
アイドル
- 『泣けるAKB48メンバーヒストリー　少女たちの汗と涙の軌跡』(著者：本城零次 発売日：2011年6月9日)
- 『SKE48フォトブック「放課後、二次元同好会」』(著者：SKE48 発売日：2012年4月20日)
- 『隣の嵐くん〜カリスマなき時代の偶像〜』(著者：関修  発売日：2014年6月11日)
- 『私が東方神起を応援する理由~再始動からの軌跡』(著者：上田幸来 発売日：2015年1月19日)
- 『嵐はなぜ史上最強のエンタメ集団になったか』(編集：リアルサウンド 発売日：2015年4月17日)
- 『嵐のコンビ愛　まとめBOOK』(著者：トモノトモエ 発売日：2015年7月30日)
- 『潜行~地下アイドルの人に言えない生活』(著者：姫乃たま 発売日：2015年9月22日)
- 『「嵐」的、あまりに「嵐」的な』(著者：関修 発売日：2015年12月7日)
- 『大人アイドル~プロフェッショナルとしてのV6論』(著者：相沢直 磯部涼 小倉広 発売日：2016年1月26日)
- 『12星座が示す! ジャニーズたちとあなたの占星術』(著者：葉山さくら 発売日：2016年2月8日)
- 『ジャニーの伝言~嵐、SMAP、キスマイたちを育てたジャニーズ事務所社長の夢と言葉』(著者：小菅宏 発売日：2016年2月15日)
- 『嵐の愛され力~幸せな人生をつかむ36のポイント』(著者：木村隆志 発売日：2016年2月16日)
- 『それでも東方神起は揺るがない』(著者：小野登志郎 発売日：2016年8月13日)
- 『SMAPとは何か?~国民的偶像(アイドル)の終焉』(著者：関修 発売日：2016年9月26日)
- 『踊る! Kis-My-Ft2 with A.B.C-Z 大辞典~パーフェクトデータブック』(著者：トモノトモエ 発売日：2016年9月26日)

アニメ・マンガ
- 『オタクのための風俗ガイド』(著者：眠田直 発売日：2014年3月13日)
- 『テラフォーマーズ　究極根源考察〜人類生存の書〜』(著者：桜山時 発売日：2015年4月21日)
- 『「艦これ」、その知られざる悲劇 〜艦娘たちはこうして沈んでいった』(著者：桜山時 発売日：2015年4月21日)
- 『新・オタクのための風俗ガイド』(著者：眠田直 発売日：2015年6月19日)
- 『ヒーローたちの戦うキモチ~ウルトラマンからワンピースまで』(著者：林延哉 高田明典 発売日：2015年9月2日)
- 『「艦これ」、その知られざる悲劇2〜大海に沈んだ「艦娘」たちの最後の物語』(著者：桜山時 発売日：2015年10月5日)
- 『私たちの「刀剣乱舞」歴史秘話~その魂と誇りを物語にかえて』(著者：桜山時 発売日：2015年11月16日)
- 『初代王の呪縛「進撃の巨人」100年の歴史』(著者：桜山時 発売日：2016年1月22日)
- 『ラブライブ! という奇跡』(著者：烏丸頓馬 発売日：2016年1月25日)
- 『押井言論 2012-2015』(著者：押井守 発売日：2016年2月1日)
- 『剣豪より刀剣乱舞へ託された名刀たちの追慕』(著者：左文字右京 発売日：2016年7月25日)
- 『サークルから企業へ「Fate」の系譜』(著者：宇田川行長 発売日：2016年9月26日)
- 『ぼくが「3月のライオン」から学んだこと』(著者：橋居歩 発売日：2016年11月8日)

エンターテイメント
- 『この芸人を見よ!』(著者：ラリー遠田 発売日：2009年11月30日)
- 『勝手に覗くな!!頭脳警察PANTAの頭の中』(著者：PANTA 発売日：2010年9月15日)
- 『サバイバル女道』(著者：辛酸なめ子 発売日：2011年10月13日)
- 『この芸人を見よ!2』(著者：ラリー遠田 発売日：2011年10月30日)
- 『不運・不幸・悪運を取り去る「厳寒富士の絵」』(著者：あいはら友子 発売日：2012年8月31日)
- 『教えてっ!真夢子おね~さん』(著者：田中圭一 発売日：2013年2月26日)
- 『映画「009ノ1」オフィシャルブック THE WOMEN FIGHTERS 〜ミレーヌ・ホフマンと石ノ森章太郎が生んだ闘うヒロインたち〜』(著者：BADTASTE 発売日：2013年9月13日)
- 『あいはら友子の最強開運ブック』(著者：あいはら友子 発売日：2013年11月5日)
- 『卑屈の国の格言録小明 (著), キングオブコメディ』(著者：高橋健一 発売日：2014年6月2日)
- 『DB.スターマン オフィシャルフォトブック「よこはまの星になる！」』(著者：横浜DeNAベイスターズ公式マスコット DB.スターマン 発売日：2015年5月22日)
- 『パンドラ映画館 美女と楽園　ベストセレクション』(著者：長野辰次 発売日：2015年12月18日)
- 『パンドラ映画館 コドクによく効く薬　裏ベストセレクション』(著者：長野辰次 発売日：2015年12月18日)
- 『神々の予定表 アジェンダ』(著者：山田高明 発売日：2016年4月8日)
- 『DEATH MATCH EXTREME BOOK 戦々狂兇』(著者：アブドーラ小林 発売日：2016年9月6日)
- 『生野が生んだスーパースター 文政』(著者：沖田臥竜 発売日：2016年9月28日)
- 『日本の奇譚を旅する友』(著者：清哲 発売日：2017年7月20日)
- 『ビートたけしのオンナ論』(著者：ビートたけし 発売日：2018年3月7日)

ビジネス
- 『100の結果を引き寄せる1%アクション』(著者：鈴木領一 発売日：2012年12月8日)
- 『小さな会社でもできる「テレビCM完全ガイド」』(著者：宮崎敬士 発売日：2013年8月30日)
- 『魔法のように良く分かる「伝わるプレゼン」の教科書』(著者：長谷川豊 発売日：2014年4月28日)
- 『愛されるアムウェイ嫌われるアムウェイ』(著者：アムウェイルール研究所 発売日：2014年9月5日)
- 『変な会社~「とりあえず世界一」を目指す経営思考』(著者：佐藤類 発売日：2015年3月16日)
- 『メガヒットはたった7つのキーワードで生まれる』(著者：新井庸志 発売日：2015年4月4日)
- 『みのもんたにならないための危機管理マニュアル』(著者：長谷川裕雅  発売日：2015年5月29日)
- 『セルフキャスト! ~ビジネスを加速させる動画配信』(著者：千種伸彰 発売日：2016年3月22日)
- 『山口組式最強心理戦術~山口組のレジェンドたちが教えるビジネス・恋愛テクニック』(著者：下村勝二 発売日：2016年11月18日)
- 『脱 バカシステム! ~想像以上の結果を出し続けるメソッド』(著者：鈴木領一 発売日：2018年4月9日)

ライフスタイル
- 『突然、9歳の息子ができました。―42歳、バツ3、自己破産男の気ままな育児術』(著者：叶井俊太郎 発売日：2011年3月14日)
- 『夢を見ない、悩まない 市川左團次』(著者： 四代目市川左團次 発売日：2014年12月1日)
- 『婚活開運旅日記』(著者：中島知子,秋山眞人 発売日：2015年12月9日)
- 『汚ブスの呪縛~嫌われる人にはワケがある~』(著者：KENJI(汚ブス研究家) 発売日：2015年12月8日)
- 『男のダジャレレシピ』(著者：玉置豊 発売日：2016年4月15日)
- 『いぬのプーにおそわったこと~パートナードッグと運命の糸で結ばれた10年間』(著者：西川文二 発売日：2016年7月5日)
- 『MANA~紗倉まなスタイルブック』(著者：紗倉まな 発売日：2017年1月17日)
- 『不登校にありがとう』(著者：酒井秀光 発売日：2017年2月21日)

思想・哲学
- 『批評のジェノサイズ―サブカルチャー最終審判』(著者：宇野常寛、更科修一郎 発売日：2012年8月16日)
- 『タブーすぎるトンデモ本の世界』(著者：と学会 発売日：2013年8月9日)
- 『自分の顔を生きる』(著者：田中信二 発売日：2014年4月12日)
- 『土と水と電気の能力を上げる奇跡の技術~佐藤政二と生体エネルギー』(著者：宮崎敬士 発売日：2014年8月25日)
- 『日・韓・中 トンデモ本の世界 (トンデモ本シリーズ)』(著者：と学会、水野俊平、百元籠羊 発売日：2014年9月12日)
- 『オンラインゲームは若年層に悪影響をあたえるのか？』(著者：竹野真帆 発売日：2015年4月6日)
- 『正しさとは何か (Thinking about Truth and Justice.)』(著者：高田明典 発売日：2015年6月29日)
- 『哲学はなぜ役に立つのか?』(著者：萱野稔人 発売日：2015年8月20日)
- 『昆虫を食べてわかったこと』(著者：内山昭一 発売日：2015年11月2日)
- 『人類の衝突 思想、宗教、精神文化からみる人類社会の展望』(著者：橋爪大三郎、島薗進 発売日：2016年8月17日)
- 『武器としての現代思想』(著者：伊吹浩一 発売日：2016年12月15日)
- 『社会のしくみが手に取るようにわかる哲学入門~複雑化する社会の答えは哲学の中にある 』(著者：萱野稔人 発売日：2018年4月3日)

文芸・批評
- 『どっこい人生』(著者：高橋満矢 発売日：2010年12月22日)
- 『小説・人間交差点　3.玩具の車輪』(著者：矢島正雄 発売日：2014年5月8日)
- 『小説・人間交差点　2.空想地図』(著者：矢島正雄  発売日：2014年5月8日)
- 『小説・人間交差点　1.埋火』(著者：矢島正雄 発売日：2014年5月8日)
- 『女の解体 nagako's self contradiction』(著者：林永子 発売日：2016年3月4日)
- 『気くばりのすすめ、三十四年目~どっこい、まだ生きております。』(著者：鈴木健二 発売日：2016年6月3日)
- 『愛のことはもう仕方ない』(著者：枡野浩一 発売日：2016年6月15日)
- 『落花生』(著者：嶽本野ばら 発売日：2016年9月6日)
- 『青春の彩り あゝ懐旧の花散りて』(著者：鈴木健二 発売日：2016年10月11日)
- 『新釈！「星の王子さま」27の秘密』(著者：佐々木隆 発売日：2017年1月23日)
- 『インフォーマ』(著者：沖田臥竜 発売日：2022年12月5日)

歴史
- 『なぜ日本人は韓国人にこんなになめられ続けるのか？』(著者：金智羽 発売日：2015年5月29日)
- 『虚構の歌人　藤原定家』(著者：田中紀峰 発売日：2015年7月28日)
- 『血別 山口組百年の孤独』(著者：太田守正 発売日：2015年1月23日)
- 『真田丸のナゾ! 一級資料でいま明かされる』(著者：横山茂彦 発売日：2016年1月15日)
- 『山口組と戦国大名』(著者：横山茂彦 発売日：2016年4月7日)
- 『烈侠 ~山口組 史上最大の抗争と激動の半生』(著者：加茂田重政 発売日：2016年7月21日)

社会・政治
- 『革命か戦争か―オウムはグローバル資本主義への警鐘だった』(著者：野田成人 発売日：2010年03月11日)
- 『非実在青少年〈規制反対〉読本』(著者：サイゾー&表現の自由を考える会 発売日：2010年6月4日)
- 『マスコミは、ネットを一体どうしたいのか?主要マスコミ31社への徹底取材でわかった、マスコミとネットの現実』(著者：北島圭 発売日：2011年10月4日)
- 『原発一揆~警戒区域で闘い続ける“ベコ屋”の記録』(著者：針谷勉 発売日：2012年11月2日)
- 『オウムを生きて―元信者たちの地下鉄サリン事件から15年』(著者：青木由美子 発売日：2010年3月11日)
- 『怪物フィクサーに学ぶ「人を動かす」』(著者：朝堂院大覚 発売日：2013年9月27日)
- 『東日本大震災通信復興前線ルポ』(著者：北島圭 発売日：2013年10月31日)
- 『テレビの裏側がとにかく分かる「メディアリテラシー」の教科書』(著者：長谷川豊  発売日：2014年5月24日)
- 『世界金融本当の正体』(著者：野口英明 発売日：2015年12月21日)
- 『世界平和のためのTPP賛成論』(著者：藤末健三(アイアン・フジスエ) 発売日：2016年5月2日)
- 『アメリカも批准できないTPP協定の内容は、こうだった!』(著者：山田正彦 発売日：2016年8月6日)
- 『酒鬼薔薇聖斗と関東連合~『絶歌』をサイコパスと性的サディズムから読み解く』(著者：工藤明雄 発売日：2016年9月29日)
- 『実録・サイバー攻撃の恐怖~あなたの“すべて”が狙われている!』(著者：北島圭 発売日：2016年12月19日)
- 『菱の血判 山口組に隠された最大禁忌』(著者：藤原良 発売日：2017年1月17日)
- 『仁義なき戦いの“真実”』(著者：鈴木義昭 発売日：2017年1月25日)
- 『烈侠外伝 秘蔵写真で振り返る加茂田組と昭和裏面史』(著者：サイゾー特別編集班 発売日：2017年5月19日)
- 『菱のカーテンの向こう側~2015-2016山口組分裂全記録』(著者：R-ZONE編集部 発売日：2017年5月22日)
- 『巨影 ほんとうの石井隆匡』(著者：石井悠子 発売日：2017年5月24日)
- 『罠　埼玉愛犬家殺人事件は日本犯罪史上最大級の大量殺人だった!』(著者：深笛義也 発売日：2017年6月1日)
- 『2年目の再分裂 「任俠団体山口組」の野望』(著者：沖田臥竜 発売日：2017年7月22日)
- 『今のアメリカがわかる映画100本』(著者：町山智浩 発売日：2017年8月31日)
- 『電通巨大利権~東京五輪で搾取される国民』(著者：本間龍 発売日：2017年10月6日)
- 『川崎』(著者：磯部涼 発売日：2017年11月20日)

苫米地英人
- 『営業は「洗脳」一瞬でお客様を支配する禁断の営業術』(著者：苫米地英人 発売日：2009年1月1日)
- 『すべての仕事がやりたいことに変わる―成功をつかむ脳機能メソッド40』(著者：苫米地英人 発売日：2009年12月2日)
- 『夢が勝手にかなう手帳(2011年度版)』(著者：苫米地英人 発売日：2010年12月25日)
- 『なりたい自分になれる就活の極意 脳機能学者が明かす「自分プロデュース就活術」』(著者：苫米地英人 発売日：2011年1月24日)
- 『ディベートで超論理思考を手に入れる 超人脳のつくり方』(著者：苫米地英人 発売日：2011年5月6日)
- 『夢が勝手にかなう手帳(2012年度版)』(著者：苫米地英人 発売日：2011年12月13日)
- 『電通　洗脳広告代理店』(著者：苫米地英人 発売日：2012年2月14日)
- 『日本買収計画』(著者：苫米地英人 発売日：2012年12月3日)
- 『夢が勝手にかなう手帳(2013年度版)』(著者：苫米地英人 発売日：2012年12月18日)
- 『税金洗脳が解ければ、あなたは必ず成功する』(著者：苫米地英人 発売日：2013年4月24日)
- 『「真のネット選挙」が国家洗脳を解く!』(著者：苫米地英人 発売日：2013年6月28日)
- 『TPPが民主主義を破壊する!』(著者：苫米地英人 発売日：2013年7月13日)
- 『TPPで日本支配をたくらむ者たちの正体』(著者：苫米地英人、箱崎空 発売日：2013年9月27日)
- 『立ち読みしなさい!~美しいほどシンプルな成功術』(著者：苫米地英人 発売日：2013年10月10日)
- 『憲法改正に仕掛けられた4つのワナ』(著者：苫米地英人 発売日：2013年10月18日)
- 『ビジネスで圧勝できる脳科学』(著者：苫米地英人 発売日：2014年1月8日)
- 『認知科学への招待』(著者：苫米地英人 発売日：2014年1月27日)
- 『新・夢が勝手にかなう手帳 (2014年度版)』(著者：苫米地英人 発売日：2014年3月17日)
- 『アベノミクスを越えて』(著者：苫米地英人 発売日：2014年5月26日)
- 『カジノは日本を救うのか?』(著者：苫米地英人 発売日：2014年11月17日)
- 『『21世紀の資本論』の問題点』(著者：苫米地英人 発売日：2014年12月24日)
- 『新・夢が勝手にかなう手帳(2015年度版)』(著者：苫米地英人 発売日：2015年3月18日)
- 『日本サイバー軍 創設提案』(著者：苫米地英人 発売日：2015年11月2日)
- 『TPPに隠された本当の恐怖　ついに明らかになった危険すぎるシナリオ』(著者：苫米地英人 発売日：2015年12月14日)
- 『俺のギター: The Dr.Tomabechi Ultimate Guitar Collection』(著者：苫米地英人 発売日：2015年12月28日)
- 『サイバー世界大戦~すべてのコンピューターは攻撃兵器である』(著者：ポール・ローゼンツヴァイク 解説：苫米地 英人 発売日：2016年2月8日)
- 『新・夢が勝手にかなう手帳(2016年度版)』(著者：苫米地英人 発売日：2016年3月22日)
- 『ここがおかしい安保法制』(著者：藤末 健三(アイアン・フジスエ)著者：苫米地英人 発売日：2016年6月5日)
- 『新・夢が勝手にかなう手帳(2017年度版)』(著者：苫米地英人 発売日：2017年3月24日)
- 『仮想通貨とフィンテック~世界を変える技術としくみ』(著者：苫米地英人 発売日：2017年4月28日)
- 『苫米地博士の「知の教室」』(著者：苫米地英人 発売日：2017年8月11日)
- 『「洗脳」営業術 (まんが苫米地式01)』(著者：苫米地英人 イラスト：柏屋コッコ 発売日：2017年11月7日)
- 『ビジネスが変わるコグニティブ・サイエンス　認知科学 (まんが苫米地式02)』(著者：苫米地英人 イラスト：藤沢涼生 発売日：2019年2月)
- 『苫米地英人ｖｓ成瀬雅春の瞑想と認知科学の教室』(著者：苫米地英人・成瀬雅春 発売日： 2019年3月)
- 『プロが知るべき仮想通貨の真実』(著者：苫米地英人 発売日： 2019年7月)
- 『世襲議員という巨大な差別 差別の歴史を遡ってわかった！』(著者：苫米地英人 発売日： 2021年1月)
- 『地球にやさしい「本当のエコ」』(著者：苫米地英人 発売日： 2021年1月)
- 『デジタル・ベーシックインカムで日本は無税国家になる！ 「半減期通貨」革命が実現する誰もが豊かになれる未来』(著者：苫米地英人 発売日： 2021年12月)
- 『オーセンティック・コーチング　本物のコーチング』(著者：苫米地英人 発売日： 2022年3月)
- 『本当の民主主義を取り戻せ！　みんなが豊かに暮らせる社会を実現する「重み付け直接民主主義」とは？』(著者：苫米地英人 発売日： 2022年7月)

## 配信先メディア
- Yahoo!
- mixi
- gree
- msn
- エキサイト
- ニフティー
- infoseek
- BIGLOBE
- ライブドア